# Graciano (usurpador romano)
Graciano (em latim: Gratianus) foi um usurpador romano em 407 na Britânia romana.

## Carreira
Depois da morte do usurpador Marco, Graciano foi aclamado imperador na Britânia no início de 407. Sua história, relatada por Orósio, conta que ele era um britânico e membro da aristocracia urbana local. Seu mandato coincidiu com uma gigantesca invasão bárbara que afligiu a Gália, que possivelmente contou com a conivência de Estilicão, o mestre dos soldados (magister militum) de Honório, que estava preocupado com os usurpadores na Britânia. No último dia de dezembro de 406, um exército de vândalos, alanos e suevos cruzaram o Reno. Em 407, os invasores já haviam se espalhado pelo norte da Gália em direção de Boulogne, e Zósimo escreveu que as tropas na Britânia temiam uma invasão pelo Canal da Mancha.
O exército, por sua vez, queria atravessar o canal para enfrentar os bárbaros no continente, mas Graciano ordenou que continuassem aguardando. Contrariadas, as tropas o mataram depois de apenas quatro meses e elegeram Constantino III como novo líder.
Godofredo de Monmouth traz um personagem com história parecida chamado Gracianus Municeps, que provavelmente é a mesma pessoa.

## Integrador